# Nereis leuca
Nereis leuca är en ringmaskart som beskrevs av Chamberlin 1919. Nereis leuca ingår i släktet Nereis och familjen Nereididae. Inga underarter finns listade i Catalogue of Life.